# Liste der denkmalgeschützten Objekte in Zubrnice
Grundlage dieser Liste der denkmalgeschützten Objekte in Zubrnice (Okres Ústí nad Labem) ist die ÚSKP-Liste (Ústřední seznam kulturních památek České republiky, deutsch Zentrale Liste der Kulturdenkmäler der Tschechischen Republik), die von der tschechischen Denkmalschutzbehörde NPÚ (Národní památkový ústav, deutsch Nationale Denkmalbehörde) seit 1987 geführt wird und an die seit dem Jahr 1850 geschaffenen Listen anschließt.

## Denkmalgeschützte Objekte nach Ortsteilen

### Zubrnice(Saubernitz)
| Lage                                                              | Objekt                              | Beschreibung | ÚSKP-Nr.                  | Bild                                |
| ----------------------------------------------------------------- | ----------------------------------- | --- | ------------------------- | ----------------------------------- |
| Zubrnice 15 (Standort)                                            | Bauernhaus Nr. 15                   | Bauernhaus | 43698/5-4946 Info Katalog | Bauernhaus Nr. 15                   |
| Zubrnice (Standort)                                               | Kirche der hl. Maria Magdalena      | Kirche der hl. Maria Magdalena, Einfriedung mit Toren, Treppe I und II                                                                       | 42976/5-4945 Info Katalog | weitere Bilder                      |
| Zubrnice, bei der Kirche (Standort)                               | Sühnekreuz aus Chabařovice          | Sühnekreuz mit Schwert, urspr. in Chabařovice                                                                                                | 43511/5-171 Info Katalog  | weitere Bilder                      |
| Zubrnice, am Dorfplatz (Standort)                                 | Brunnen aus Střížovice              | Brunnen, urspr. in Střížovice | 43095/5-161 Info Katalog  | Brunnen aus Střížovice              |
| Zubrnice, am Dorfplatz (Standort)                                 | Statue des hl. Johannes von Nepomuk | Statue des hl. Johannes von Nepomuk | 43712/5-292 Info Katalog  | Statue des hl. Johannes von Nepomuk |
| Zubrnice 26 (Standort)                                            | Schule                              | Schule | 12496/5-5501 Info Katalog | Schule                              |
| Zubrnice 27 (Standort)                                            | Bauernhaus „Říhovna“                | Bauerngehöft, genannt „Říhovna“: Wohngebäude I und II, Remise, Scheune und Getreidespeicher                                                  | 42342/5-4829 Info Katalog | Bauernhaus „Říhovna“                |
| Zubrnice 28 (Standort)                                            | Bauernhaus Nr. 28                   | Bauernhaus | 44010/5-5296 Info Katalog | Bauernhaus Nr. 28                   |
| Zubrnice 32 (Standort)                                            | Bauernhaus Nr. 32                   | Bauerngehöft: Haus und Scheune | 44011/5-5297 Info Katalog | Bauernhaus Nr. 32                   |
| Zubrnice 34 (Standort)                                            | Bauernhaus Nr. 34                   | Bauerngehöft: Wohnhaus Nr. 34 und Scheune | 44012/5-5298 Info Katalog | Bauernhaus Nr. 34                   |
| Zubrnice 39 (Standort)                                            | Pfarrhaus                           | Pfarrhaus mit Scheune | 11429/5-5777 Info Katalog | Pfarrhaus                           |
| Zubrnice, bei Nr. 47 (Standort)                                   | Bauernhaus bei Nr. 47               | Bauerngehöft | 10143/5-5614 Info Katalog | BW                                  |
| Zubrnice 53 (Standort)                                            | Bauernhaus Nr. 53                   | Bauerngehöft: Wohngebäude, Scheune und Schuppen                                                                                              | 49688/5-5860 Info Katalog | Bauernhaus Nr. 53                   |
| Zubrnice 61 (Standort)                                            | Bauernhaus Nr. 61                   | Bauerngehöft: Wohngebäude (Nr. 113), Schuppen (Nr. 114), Scheune (Nr. 115) Speicher (Nr. 116), Obstdarre (Nr. 117) und Auszugshaus (Nr. 121) | 42961/5-4948 Info Katalog | Bauernhaus Nr. 61                   |
| Zubrnice 74, Skansen (Standort)                                   | Bauernhaus Nr. 74                   | Bauerngehöft: Haus mit Scheune, jetzt Sitz der Leitung des Museums der Volksarchitektur in Zubrnice                                          | 42855/5-5022 Info Katalog | Bauernhaus Nr. 74                   |
| Zubrnice, Skansen (Standort)                                      | Auszugshaus Nr. 46 aus Loubí        | Bauerngehöft – Auszugshaus Nr. 46, urspr. in Loubí (Lauben) bei Holany (Okres Česká Lípa), 1994 umgesetzt nach Zubrnice                      | 38343/5-2965 Info Katalog | BW                                  |
| Zubrnice, Skansen (Standort)                                      | Getreidespeicher aus Ostré          | Getreidespeicher, Wirtschaftsgebäude, urspr. in Ostré (Neuland) bei Úštěk (Okres Litoměřice), Nr. 28                                         | 51492/5-5925 Info Katalog | BW                                  |
| Zubrnice, Skansen ()                                              | Pietà-Skulptur aus Krásné Březno    | Pietà-Skulptur, urspr. in Krásné Březno (Schönpriesen), OT von Ústí nad Labem vom Hof Nr. 25                                                 | 42335/5-270 Info Katalog  |                                     |
| Zubrnice, Skansen ()                                              | Bauernhaus aus Starý Týn            | Bauernhaus, urspr. in Starý Týn (Altthein) bei Úštěk (Okres Litoměřice), Nr. 17                                                              | 11865/5-5417 Info Katalog |                                     |
| Zubrnice 82 (Standort)                                            | Wassermühle                         | Wassermühle, einschl. Mühlgraben | 42662/5-4949 Info Katalog | Wassermühle                         |
| Zubrnice (einst Žichlice (Schichlitz), OT von Modlany) (Standort) | Dreifaltigkeitskapelle              | Dreifaltigkeitskapelle | 43584/5-2677 Info Katalog | Dreifaltigkeitskapelle              |

### Týniště (Tünscht)
| Lage                                                       | Objekt                         | Beschreibung | ÚSKP-Nr.                  | Bild                           |
| ---------------------------------------------------------- | ------------------------------ | --- | ------------------------- | ------------------------------ |
| Týniště 1 (Standort)                                       | Bauernhaus Nr. 1               | Bauerngehöft | 105659 Info Katalog       | BW                             |
| Týniště 25 (Standort)                                      | Bahnhof Zubrnice               | Bahnhof, jetzt Eisenbahnmuseum Zubrnice, außerdem die gesamte ehem. Eisenbahnstrecke Velké Březno–Zubrnice – jetzt Museumsbahn unter der Nummer 51003/5-5837; siehe auch unter Liste der denkmalgeschützten Objekte im Okres Ústí nad Labem. | 43590/5-5023 Info Katalog | weitere Bilder                 |
| Týniště, auf der Ostseite der Straße bei Nr. 27 (Standort) | Wassermühle aus Homole u Panny | Wassermühle, urspr. in Homole u Panny Nr. 21 | 51391/5-5921 Info Katalog | Wassermühle aus Homole u Panny |
| Týniště, nördlich von Nr. 27 (Standort)                    | Bildstock aus Luční Chvojno    | Bildstock, urspr. in Luční Chvojno, OT von Velké Chvojno | 43152/5-208 Info Katalog  | Bildstock aus Luční Chvojno    |
| Týniště, bei Nr. 27 (Standort)                             | Fachwerkhaus aus Řehlovice     | Bauerngehöft – Fachwerkhaus, zwischen der Eisenbahn und dem Luční potok (Luschkenbach), urspr. in Řehlovice (Groß Tschochau) Nr. 28 | 49975/5-5863 Info Katalog | Fachwerkhaus aus Řehlovice     |
| Týniště, bei Nr. 27 (Standort)                             | Holzzaun                       | Holzzaun, zwischen der Eisenbahn und dem Bach Luční potok, urspr. in Luka (Luken) | 44872/5-3100 Info Katalog | Holzzaun                       |
| Týniště 27 (Standort)                                      | Wassermühle                    | Wassermühle: Scheune, Schuppen, Mühle und Mühlgraben | 42909/5-4947 Info Katalog | Wassermühle                    |
| Týniště (Standort)                                         | Straßenbrücke                  | alte Straßenbrücke zwischen Zubrnice und Týniště | 44008/5-5294 Info Katalog | BW                             |